# Jacques de Saint-Gelais
Pour les articles homonymes, voir Jacques Ier.
Jacques Ier de Saint-Gelais, est le 52e évêque d'Uzès, épiscopat de 1503 à 1531, fils de Pierre de Saint-Gelais, seigneur de Saint-Aulaye et de Monlieu et de Philiberte de Fontenay.

## Biographie
Il était abbé commendataire du monastère de Saint-Maixent.
Selon la demande du roi Louis XI, il fut élu par bulle du pape Sixte IV le 3 septembre 1483, concurremment avec Nicolas Ier Malgras, qui était l'un des conseillers de Louis XI et docteur en droit, élu du chapitre à la suite de la vacance du siège. Mais il ne parvient à prendre possession du siège d'Uzès qu'en 1503, jusqu'à la mort de Nicolas Ier Malgras, car le roi Charles VIII de France confirma ce dernier.
Une sœur ou nièce de Jacques Ier de Saint-Gelais épousa en 1518 Noël de Fay de Peraut, et fut la grand-mère maternelle de l'évêque d'Uzès, Paul-Antoine de Fay de Peraut, qui apparaît de 1621 à 1633.
Il se démit de l'évêché d'Uzès en faveur de son neveu Jean II de Saint-Gelais.
Les armes de Saint-Gelais sont d'azur à la fasce d'or, accompagnée de six fleurs de lis d'or, trois en chef et trois en pointe."